# Opinogóra Górna (gmina)
Pour les articles homonymes, voir Opinogóra Górna.
Opinogóra Górna est une gmina rurale du powiat de Ciechanów, dans la Voïvodie de Mazovie, dans le centre-est de la Pologne.
Son siège administratif est le village de Opinogóra Górna, qui se trouve à environ 7 kilomètres au nord-est de Ciechanów, siège du powiat et à 89 kilomètres au nord de Varsovie, capitale de la Pologne.
La gmina couvre une superficie de 139,76 km2 pour une population de 5 980 habitants en 2006.

## Histoire
De 1975 à 1998, la gmina est attachée administrativement à la voïvodie de Ciechanów. Depuis 1999, elle fait partie de la voïvodie de Mazovie.

## Géographie
La gmina inclut les villages et localités suivantes :
- Bacze
- Bogucin
- Chrzanówek
- Chrzanowo
- Czernice
- Długołęka
- Dzbonie
- Elżbiecin
- Goździe
- Janowięta
- Kąty
- Klonowo
- Kobylin
- Kołaczków
- Kołaki-Budzyno
- Kołaki-Kwasy
- Kotermań
- Łaguny
- Łęki
- Opinogóra Dolna
- Opinogóra Górna
- Opinogóra-Kolonia
- Pajewo-Króle
- Pałuki
- Pokojewo
- Pomorze
- Przedwojewo
- Przytoka
- Rąbież
- Rembówko
- Rembowo
- Sosnowo
- Wierzbowo
- Wilkowo
- Władysławowo
- Wola Wierzbowska
- Wólka Łanięcka
- Załuże-Imbrzyki
- Załuże-Patory
- Zygmuntowo

### Gminy voisines
La gmina d'Opinogóra Górna est bordée par la ville de Ciechanów et des gminy suivantes :
- Ciechanów
- Czernice Borowe
- Gołymin-Ośrodek
- Krasne
- Regimin